# Globocalynda unilobata
Globocalynda unilobata är en insektsart som först beskrevs av Brunner von Wattenwyl 1907.  Globocalynda unilobata ingår i släktet Globocalynda och familjen Diapheromeridae. Inga underarter finns listade i Catalogue of Life.